# Lowell (Marskrater)
Der Krater Lowell befindet sich in der Region Aonia Terra im südlichen Marshochland des Mars. Er misst etwa 202 km im Durchmesser und wurde nach Percival Lowell benannt.